# Bagrat d'Artanudji
Bagrat d'Arttanudji fou un noble georgià de la dinastia dels bagràtides, mort el 966.
Va succeir al seu pare Adarnases V d'Ibèria i IV d'Artanudji com a gran duc de l'Alt Tao i Artanudji quan aquest darrer va morir el 961, però Bagrat només va viure uns cinc anys més, i va morir el 966 sense successió i el va succeir el seu germà David II d'Artanudji i III d'Ibèria.